# Oglasa collenettei
Oglasa collenettei är en fjärilsart som beskrevs av Louis Beethoven Prout. Oglasa collenettei ingår i släktet Oglasa och familjen nattflyn. Inga underarter finns listade i Catalogue of Life.